# Евгеньевка (Алматинская область)
Евгеньевка — бывшее село в Енбекшиказахском районе Алматинской области Казахстана. В середине 1980-х годов вошло в состав села Байдибек Би (Маловодное), как фактически слившееся с последним.

## География
Село располагалось в 74 км по Кульджинскому тракту к северо-востоку от г. Алма-Ата, на ручье Таранчанка. В настоящее время является западной частью села Байдибек бия (Маловодное).

## История
Село Евгеньевское основано в 1912 г. В 1913 г. в нём насчитывалось 147 дворов, имелся молитвенный дом. Село входило в состав Маловодненской волости Зайцевского участка Верненского уезда Семиреченской области. Последний раз как самостоятельный населенный пункт обозначено на карте Генштаба за 1984 г. По данным с карты в нём проживало 3700 человек. По-видимому, в 1984 или 1985 году присоединено к селу Маловодное (ныне западная часть села), так как в справочнике «Казахская ССР. Административно-территориальное деление на 1-е января 1986 г.» населённый пункт с таким названием в Евгенемаловодненском сельсовете уже не значится.

## Уроженцы
В селе Евгеньевка родился казахский советский партийный деятель Койчуманов Акан Джулаевич.
По правую сторону дороги в село Евгеньевка (в 12 км от села Тургень) находится могильник, состоящий из 10 курганов, IV-II века до нашей эры.